# Біологічний пігмент
Біологі́чні пігме́нти (біохро́ми) — забарвлені речовини, що входять до складу тканин організмів. Колір пігментів визначається наявністю в них молекул хромофорних груп, які вибірково поглинають світло в певній частині видимого спектра сонячного світла. Пігментна система живих істот — ланка, що пов'язує світлові умови навколишнього середовища і обмін речовин організму. Біологічні пігменти грають важливу роль в життєдіяльності живих істот.
Іншими словами, біологічний пігмент — це будь-яка речовина, що надає колір клітинам біологічних організмів в результаті інтенсивного селективного поглинання світла. Багато біологічних структур, такі як шкіра, очі, хутро, волосся і фотосинтетичні системи містять пігменти (наприклад меланін або хлорофіл) в спеціалізованих клітинах.
Термін «біологічний пігмент» зазвичай використовують для означення всіх забарвлених речовин, незалежно від їх розчинності та флюоресцентних властивостей.
Процес втрати біологічного пігменту певними структурами носить назву «депігментація».

## Класи біологічних пігментів
Біологічні пігменти поділяють на декілька класів в залежності від своєї структури.
Основні класи:
- Пігменти з порфіриновою структурою: хлорофіл, білірубін, гемоціанін, гемоглобін, міоглобін
- Каротиноїди:

- Гематохроми (пігменти водоростей, суміші каротиноїдів і ряду їх похідних)
- Каротини: альфа- і бета-каротин, лікопін, родопсин
- Ксантофіли: ксантаксантін, зеаксантин, лютеїн

- Люциферин(інші мови)
- Енолати із спряженими системами: клас червоних пігментів, унікальних для папуг
- Білки: блакитний пігмент рослин, фікобіліпротеїни
- Інші: меланін, бетулін, урохроми, флавоноїди

### Каротиноїди (каротинопротеїни)

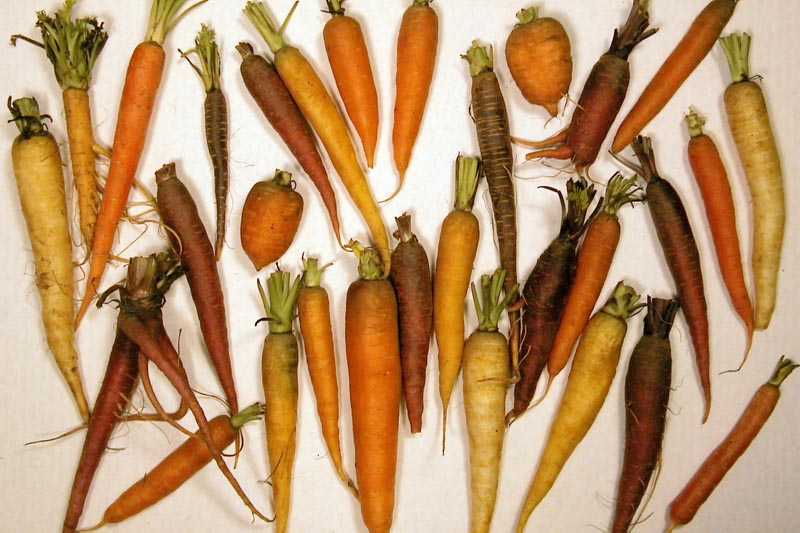
Каротиноїди надають забарвлення більшості помаранчевих овочів і фруктів.

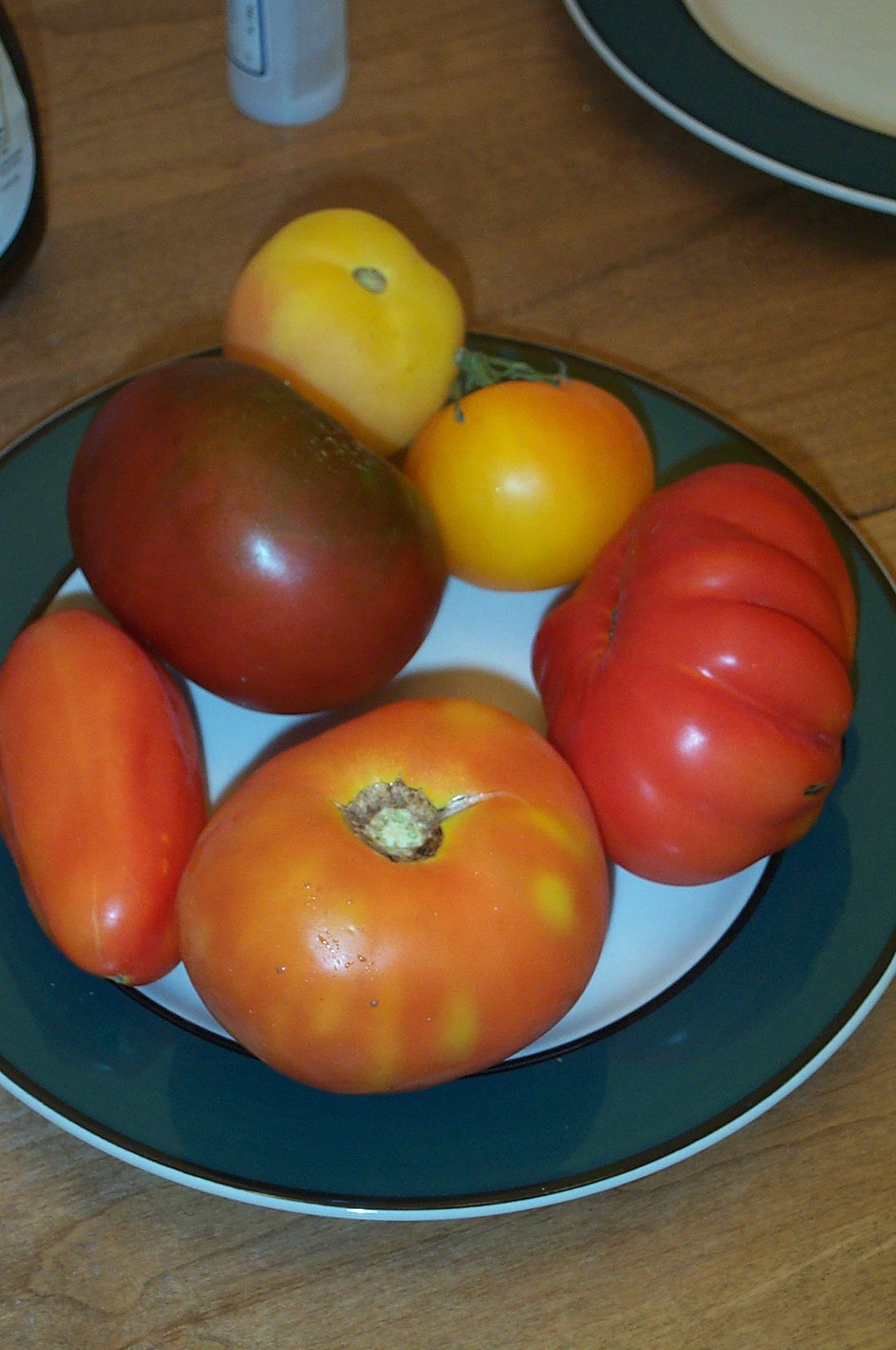
Каротин, лікопін та інші каротиноїди додають забарвлення більшості червоних та помаранчевих овочів і фруктів

Каротиноїди — найбільш розповсюджений клас біологічних пігментів в природі. Їх виявили у більшості живих істот, включаючи всі рослини та велику кількість мікроорганізмів і нараховують більш ніж 600 різних видів. Каротиноїди обумовлюють забарвлення багатьох тварин, особливо комах, птахів і риб. У клітинах рослин каротиноїди виконують світлозахисні функції, грають роль антиоксидантів, що прибирають зайві вільні радикали, утворені в процесі фотосинтезу. Такий пігмент знаходять у хлоропласті клітин та інших фотосинтетичних організмів. Каротиноїди та їх похідні є основою зорових пігментів, що відповідають за сприйняття світла і кольору у тварин.
До каротиноїдів відносять такі пігменти: каротин, гематохром, ксантофіл, лікопін, лютеїн, родопсин (зоровий пурпур) та інші.
Каротиноїди формують комплекси з білками каротинопротеїнів. Такі комплекси природні серед морських тварин. Каротинопротеїни — це комплекси, що відповідають за різні кольори у морських безхребетних для поєднання ритуалів і камуфляжів.
Існує два основних типи каротинопротеїнів:
1. А-тип (має каротиноїди, які стехіометрично пов'язані з простим білком);
2. В-тип (має каротиноїди, які пов'язані з ліпопротеїном і менш стійкі).

Для А-типу характерне розташування на поверхні (у панцирах та шкірі) морських безхребетних, а В-типу — в яйцях, яєчниках, і крові.